# Max Diel
Max Diel (* 1971 in Freiburg im Breisgau) ist ein deutscher Maler.
Er studierte an der Gerrit Rietveld Akademie in Amsterdam sowie an der Hochschule der Künste Berlin, wo er auch
Meisterschüler war. Heute lebt und arbeitet er in Berlin.

## Einzelausstellungen (Auswahl)
- „Transit I“, Galerie Lehr, Zeitgenössische Kunst, Köln 2014
- „Bilder.Geschichten“, Galerie Graf und Schelble, Basel, CH 2013
- „Familienbilder“, Kunstverein Kirchzarten, 2013
- „Embodiment“, Galerie Lehr, Zeitgenössische Kunst, Köln 2012
- „American Beauty“[1], Cain Schulte Gallery, Berlin, 2010
- „Die Natur und die Dinge“, Galerie Michael Schneider, Zeitgenössische Kunst, Bonn, 2009
- „Wer stillt, der dielt“, Galerie Maurer, Frankfurt am Main (mit Sophie von Stillfried), 2008
- „Entfernte Wirklichkeiten“, Galerie Maurer, Frankfurt am Main (mit Christian Rösner), 2006
- „Im Sich“, Galerie Graf und Schelble, Basel, 2006
- „Berlin Painting“, Galerie Michael Schneider, Zeitgenössische Kunst, Bonn, 2005
- „German Painting“, Axel Raben Gallery, New York, 2004/05
- „Im Zwielicht“, Galerie Michael Schneider, Zeitgenössische Kunst, Bonn, 2002

## Ausstellungsbeteiligungen (Auswahl)
- Künstlerpost, Galerie Michael Schneider, Zeitgenössische Kunst, Bonn, 2008
- Regionale8, Kunstverein Freiburg und Städt. Galerie Stapflehus, Weil/Rhein, 2007/08
- Art Karlsruhe mit Galerie Maurer, Frankfurt/Main, 2007
- art.fair Köln mit Galerie Maurer Frankfurt/Main, 2006
- „Max Diel und Wolfgang Neumann“, Galerie Stefan Denninger, Berlin, 2006
- „Priceless Painting“, Galerie Michael Schneider, Zeitgenössische Kunst, Bonn, 2006
- „Natural Reaction“, Space B Gallery, New York, USA, 2005
- „Jean Gebser – ein Kulturphilosoph und Dichter in Bern“, Stadt – und Universitätsbibliothek, Bern, CH, 2005
- „konkret.schwarz.wald“, Museum für Neue Kunst, Freiburg, 2004
- „Regionale Basel“, FABRIKculture, Hégenheim, Frankreich, 2003/2004
- „art.fair“ Köln, Galerie Michael Schneider, 2003
- „Art Vienna“, Galerie Michael Schneider, 2002
- „Vom Rhein an die Ruhr“, Kunst in der Ingenieurkammer – Bau NRW, Essen, 2000/2001
- Reizende galerie vertrek en verblijf, Ruud Vrugt, Amsterdam, 2000
- „Indeglij“, de keuze van Dirk Vermeulen: Galerie Singel 74, Rotterdam, NL, 1999
- „Is there still life?“ Zeitgenössische Positionen zum Thema Stilleben, Galerie Michael Schneider, Zeitgenössische Kunst, Bonn, 1999

## Arbeiten im Besitz öffentlicher und privater Sammlungen
- Museum für Neue Kunst, Freiburg i. Br.
- Morat-Institut für Kunst und Kunstwissenschaft, Freiburg i. Br.
- Kunstkredit Basel-Stadt, Basel, CH
- Galerie Schneider Zeitgenössische Kunst, Bonn
- Privatsammlung Vennebusch
- Privatsammlung Siegmann, Hamburg